# Iván Cañete (futbolista chileno)
Iván Rodrigo Cañete Bernal (Valparaíso, Región de Valparaíso, Chile, 21 de julio de 1973) es un exfutbolista chileno. Jugaba de lateral izquierdo. 
Fue seleccionado chileno Sub-23, formando parte de la nómina para el Preolímpico de 1996, donde Chile quedó eliminado en Primera Fase.

## Clubes
| Club                | País  | Año       |
| ------------------- | ----- | --------- |
| Palestino           | Chile | 1993-1996 |
| Santiago Wanderers  | Chile | 1997      |
| Deportes Temuco     | Chile | 1998      |
| Deportes Concepción | Chile | 1999      |
| Everton             | Chile | 2000      |
| Deportes Concepción | Chile | 2001      |
| Deportes Arica      | Chile | 2002      |
| Magallanes          | Chile | 2003      |